# Arendsee
Arendsee (Altmark) är en tysk stad i distriktet Altmarkkreis Salzwedel i förbundslandet Sachsen-Anhalt. Staden ligger vid sjön med samma namn. De tidigare kommunerna Binde, Höwisch, Kaulitz, Kerkau, Kläden, Kleinau, Leppin, Neulingen, Sanne-Kerkuhn, Schrampe, Thielbeer och Ziemendorf uppgick i Arendsee (Altmark) den 1 januari 2010.
Orten och dess saltgruva nämns 822 för första gången i en krönika för Frankerriket. Otto I av Brandenburg grundade 1183 ett kloster för nunnor av Benediktinorden. Klostrets kyrka som påbörjades 1185 finns bevarade och andra delar finns kvar som ruiner. Året 1457 fick Arendsee stadsrättigheter.
Mellan 1908 och 1985 fanns en cirka 50 km lång järnvägslinje från Arendsee till Stendal. Staden var på grund av sjön ett omtyckt turistmål under den östtyska tiden. Olika folkägda företag hade campingplatser eller stugor vid sjöns strand.

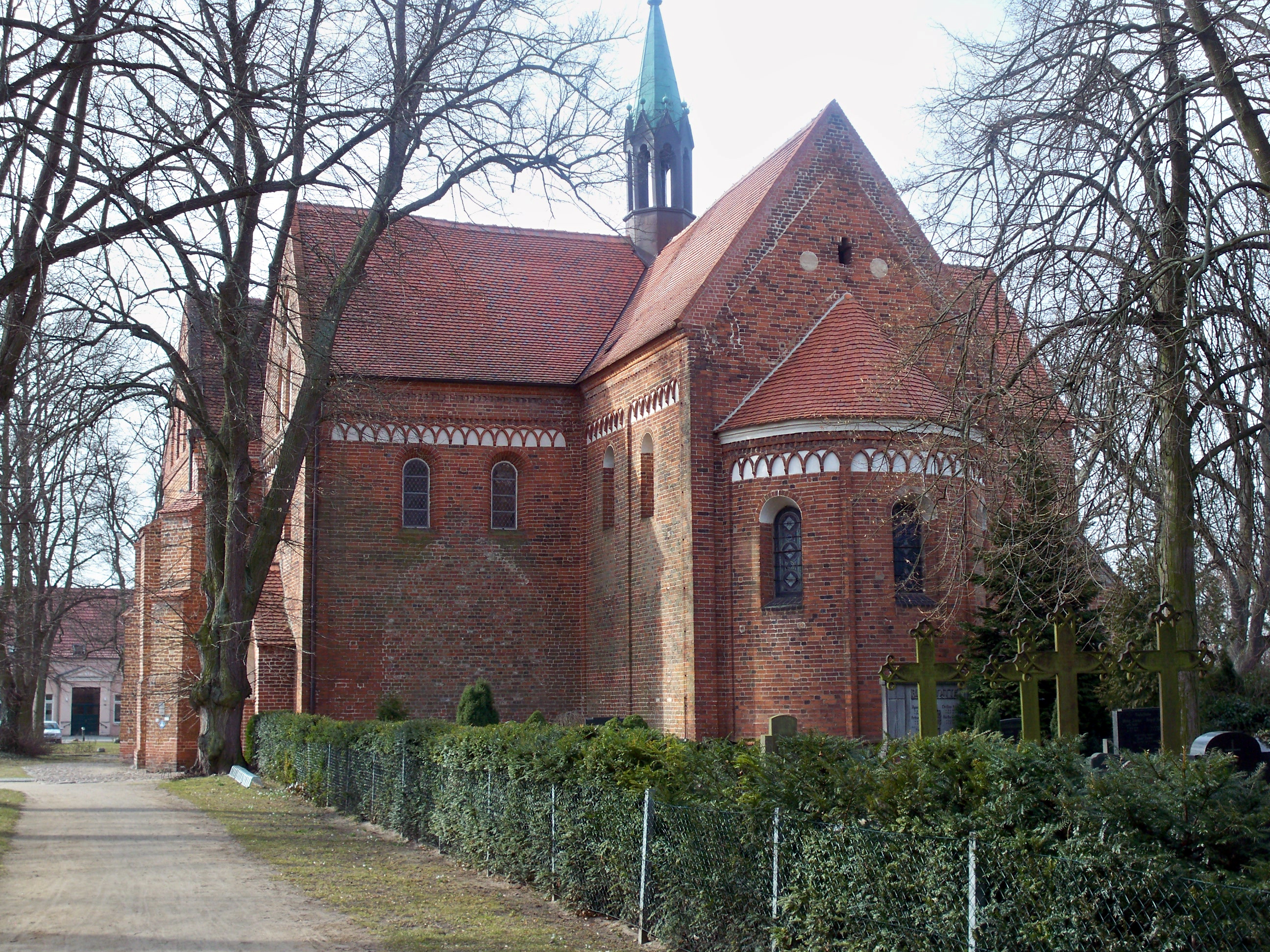
Klosterkyrkan
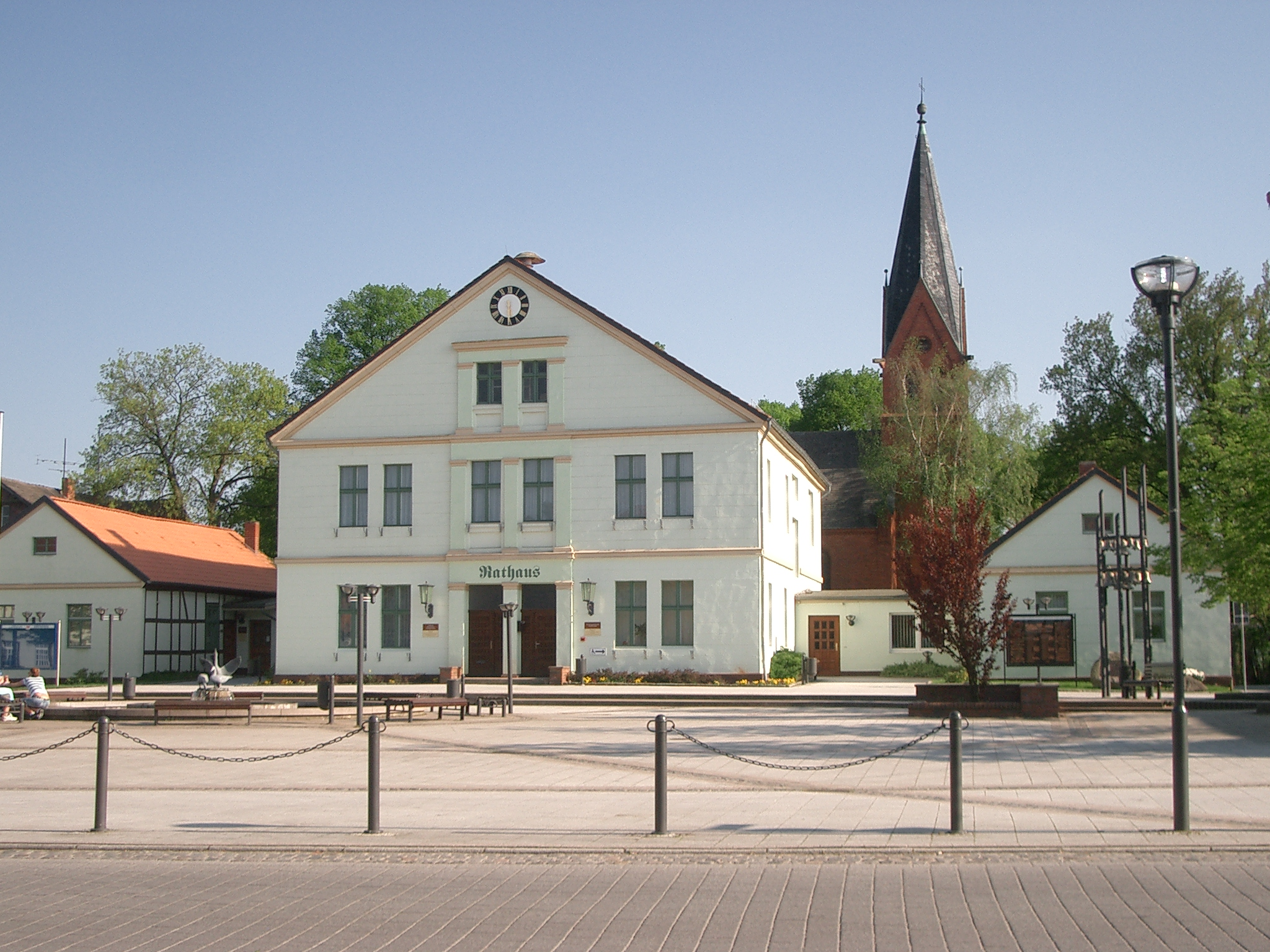
Rådhuset och stadskyrkan
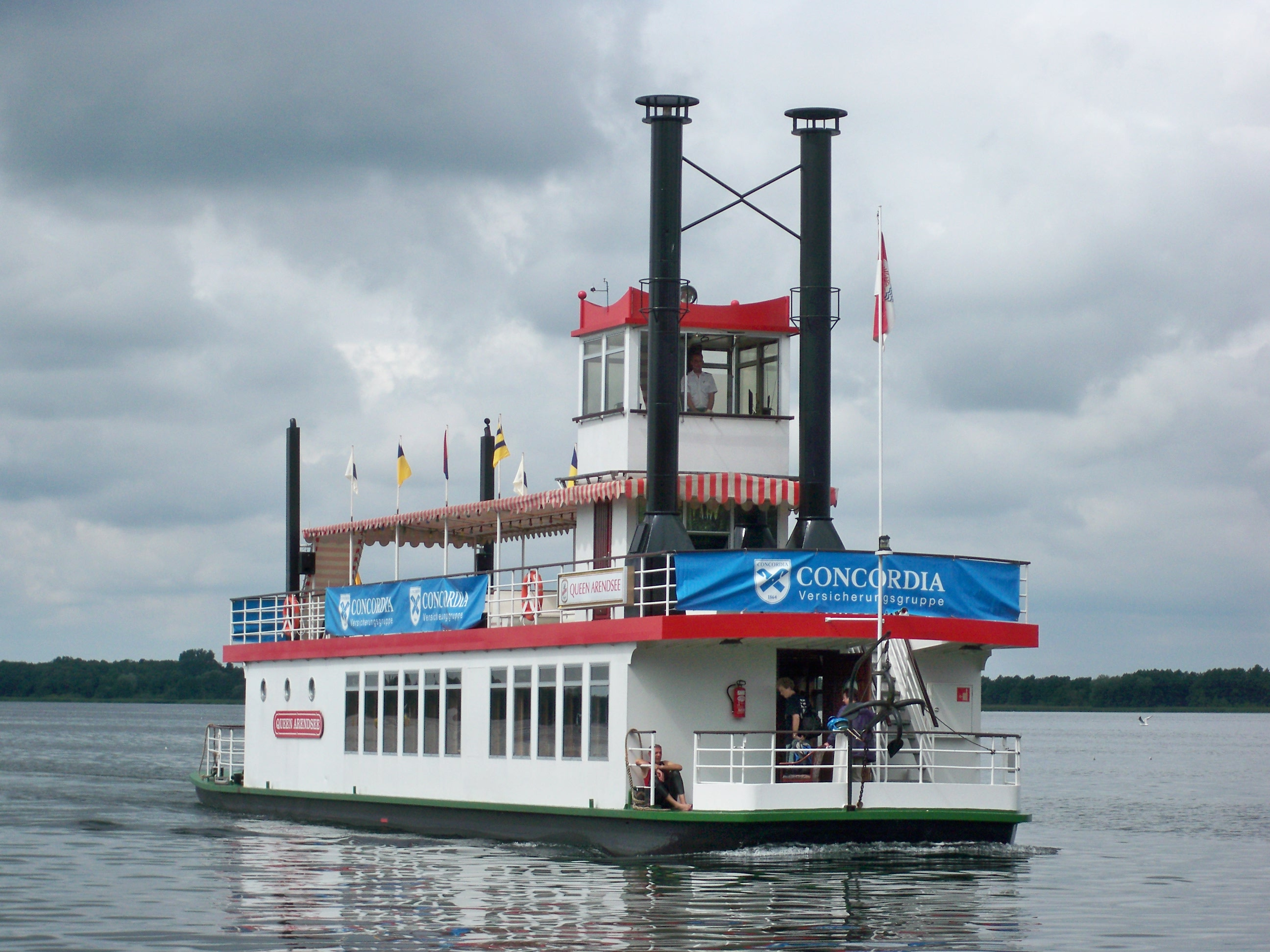
Fartyg på sjön
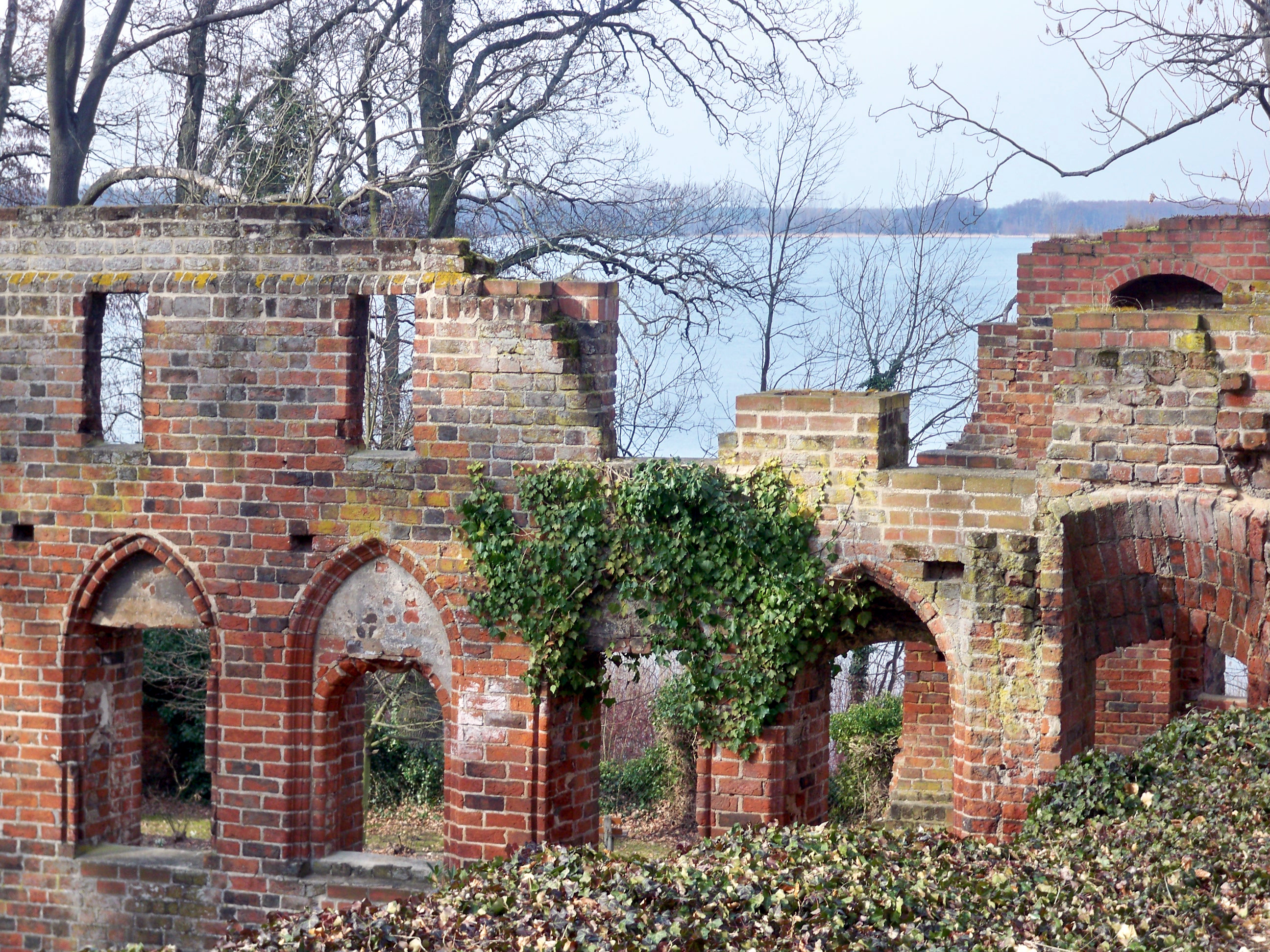
Klostrets ruiner